# Lịch sử giả tưởng

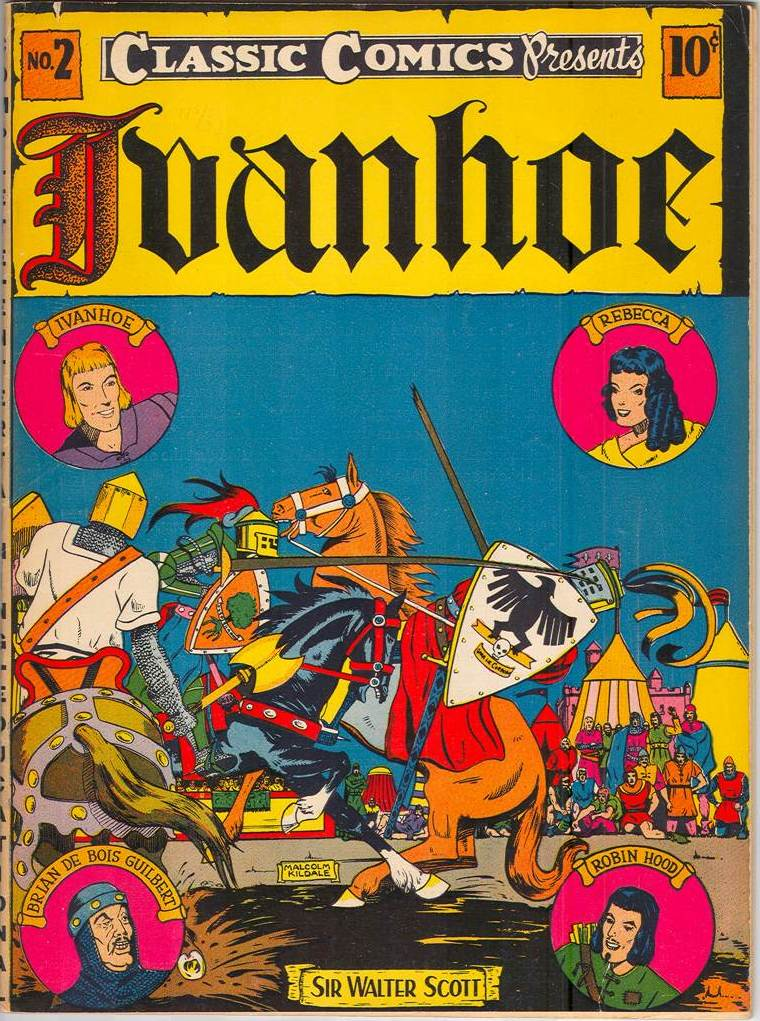
Tiểu thuyết lịch sử Ai-van-hô của nhà văn Walter Scott

Lịch sử giả tưởng (Historical fiction) là một thể loại văn học trong đó một cốt truyện hư cấu diễn ra trong bối cảnh cụ thể của một sự kiện lịch sử có thật. Mặc dù thuật ngữ lịch sử giả tưởng này thường được sử dụng như một từ đồng nghĩa với văn học giả tưởng và cũng có thể được áp dụng cho các thể loại tự sự khác, bao gồm sân khấu, nhạc kịch, điện ảnh và truyền hình, cũng như trò chơi điện tử và tiểu thuyết đồ họa (truyện tranh, hoạt hình), tranh lịch sử. Tiểu thuyết lịch sử thường sử dụng nhiều biểu tượng trong ẩn dụ bằng cách sử dụng các yếu tố tượng trưng và ẩn dụ để hình dung một câu chuyện. Một yếu tố thiết yếu của tiểu thuyết lịch sử là cốt truyện được thiết lập với bối cảnh trong quá khứ và chú ý đến cách cư xử, điều kiện xã hội và các chi tiết khác của những phân đoạn được mô tả trong câu chuyện. Có các định nghĩa khác nhau về những gì cấu thành nên một tiểu thuyết lịch sử, theo Hiệp hội tiểu thuyết lịch sử (Historical Novel Society) định nghĩa thể loại này là những tác phẩm "được viết ít nhất năm mươi năm sau các sự kiện được mô tả" trong khi nhà phê bình Sarah Johnson mô tả những tiểu thuyết lịch sử là các tiểu thuyết "lấy bối cảnh trước giữa thế kỷ cuối cùng [20] ... mà tác giả viết dựa trên nghiên cứu lịch sử chứ không phải trải nghiệm cá nhân". Trong lời tựa của tác phẩm tham khảo thư mục World Historical Fiction, Lynda Adamson tuyên bố rằng trong khi một "định nghĩa được chấp nhận chung" cho tiểu thuyết lịch sử là một tiểu thuyết "về một khoảng thời gian ít nhất 25 năm trước khi nó được viết", bà cũng gợi ý rằng một số người đọc các tiểu thuyết được viết trong quá khứ như tiểu thuyết của Jane Austen (1775–1817) như thể chúng là tiểu thuyết lịch sử.

## Đại cương

Tiểu thuyết Tam Quốc diễn nghĩa của nhà văn La Quán Trung

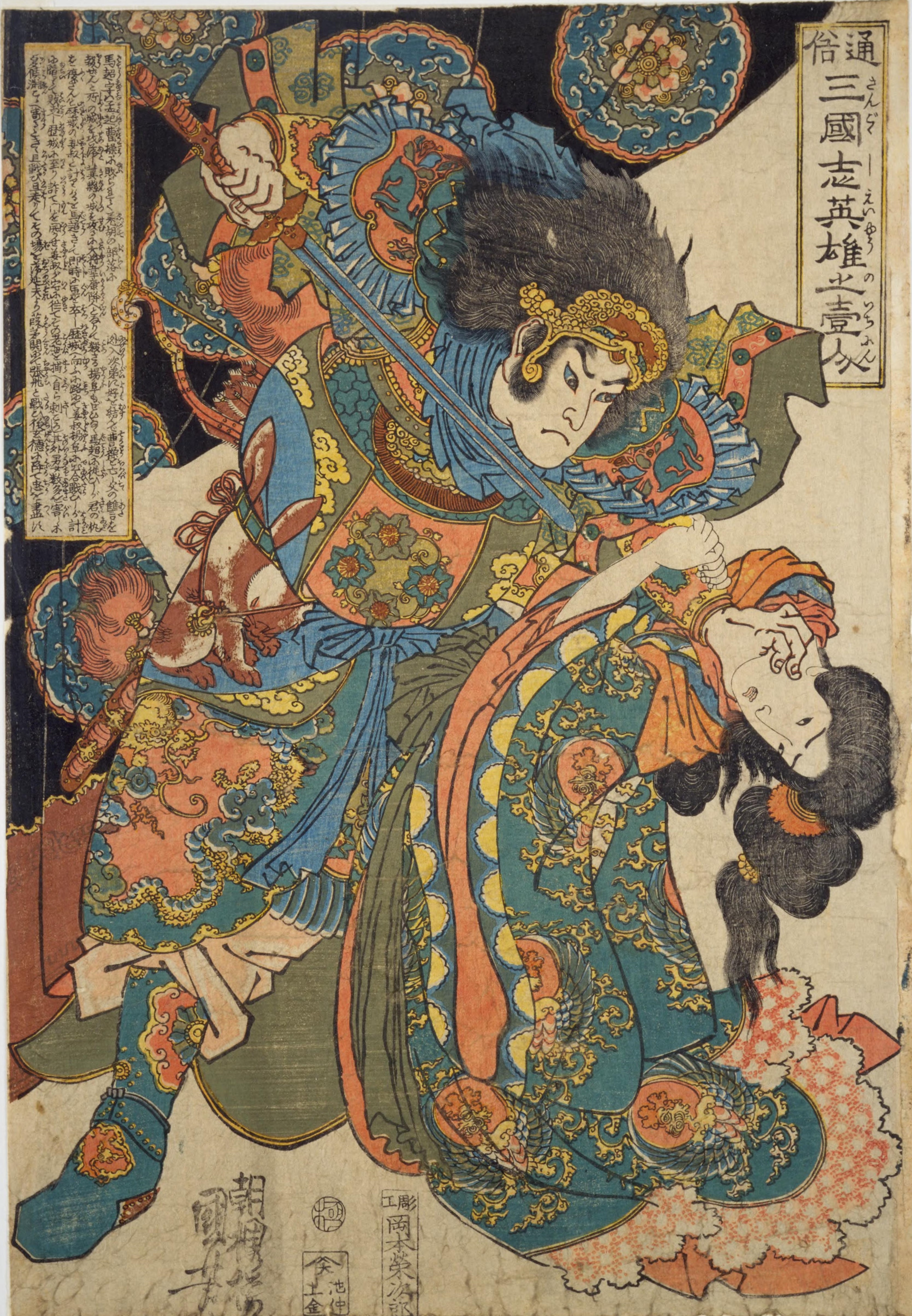
Nhân vật Mã Siêu qua nét vẽ thư pháp kiểu Nhật

Khi lấy sáng tác những tiểu thuyết lịch sử, các tác giả cũng thường lấy cảm hứng những nhân vật lịch sử đáng chú ý trong những bối cảnh này, cho phép độc giả hiểu rõ hơn về cách những cá nhân này, còn tiểu thuyết lãng mạn lịch sử thường tìm cách lãng mạn hóa các kỷ nguyên trong quá khứ. Các tác phẩm tiểu thuyết lịch sử đôi khi bị chỉ trích vì thiếu tính xác thực vì phê bình của độc giả hoặc đối với các chi tiết thời kỳ không chính xác. Sự lệch pha giữa tính xác thực lịch sử và yếu tố hư cấu thêm thắt trong tiểu thuyết thường trở thành điểm bình luận của độc giả và các nhà phê bình đại chúng. Tiểu thuyết lịch sử như một thể loại văn học phương Tây đương đại có nền tảng từ các tác phẩm đầu thế kỷ XIX của Sir Walter Scott và những người cùng thời với ông như Honoré de Balzac người Pháp, James Fenimore Cooper người Mỹ, và sau đó là Leo Tolstoy người Nga. Tuy nhiên, sự kết hợp các yếu tố lịch sử và hư cấu trong từng tác phẩm văn học có truyền thống lâu đời ở nhiều nền văn hóa; cả truyền thống phương Tây (sớm nhất là Văn học Hy Lạp và La Mã cổ đại) cũng như phương Đông, dưới hình thức truyền thuyết và chuyện kể dân gian (thần thoại và văn hóa dân gian), đã sản sinh ra sử thi, tiểu thuyết, vở kịch và các tác phẩm hư cấu khác mô tả lịch sử cho độc giả đương đại. 
Các nhà tiểu thuyết Hy Lạp cổ điển cũng "rất thích viết tiểu thuyết về con người và địa điểm trong quá khứ" Trường ca Iliad được mô tả là tiểu thuyết lịch sử vì nó đề cập đến các sự kiện lịch sử, mặc dù thể loại của nó thường được coi là sử thi. Thể loại tiểu thuyết lịch sử nổi lên ở châu Âu vào đầu thế kỷ XIX như một phần của sự xung đột với Chủ nghĩa lãng mạn đối với Thời đại Khai sáng, đặc biệt là thông qua ảnh hưởng của nhà văn người Scotland Walter Scott với các tác phẩm  nổi tiếng khắp châu Âu. Trong số những người ảnh hưởng theo ông ở châu Âu đầu tiên như Willibald Alexis, Theodor Fontane, Bernhard Severin Ingemann, Miklós Jósika, Mór Jókai, Jakob van Lennep, Demetrius Bikelos, Enrique Gil y Carrasco, Carl Jonas Love Almqvist, Victor Rydberg, Andreas Munch, Alessandro Manzoni, Alfred de Vigny, Honoré de Balzac và Prosper Mérimée. Tiểu thuyết Thaddeus of Warsaw năm 1803 của Jane Porter là một trong những ví dụ sớm nhất về tiểu thuyết lịch sử bằng tiếng Anh và đã trải qua ít nhất 84 lần xuất bản bao gồm bản dịch sang tiếng Pháp và tiếng Đức. Tiểu thuyết lịch sử thực sự đầu tiên bằng tiếng Anh thực chất là Castle Rackrent (1800) của Maria Edgeworth.

## Tham khảo

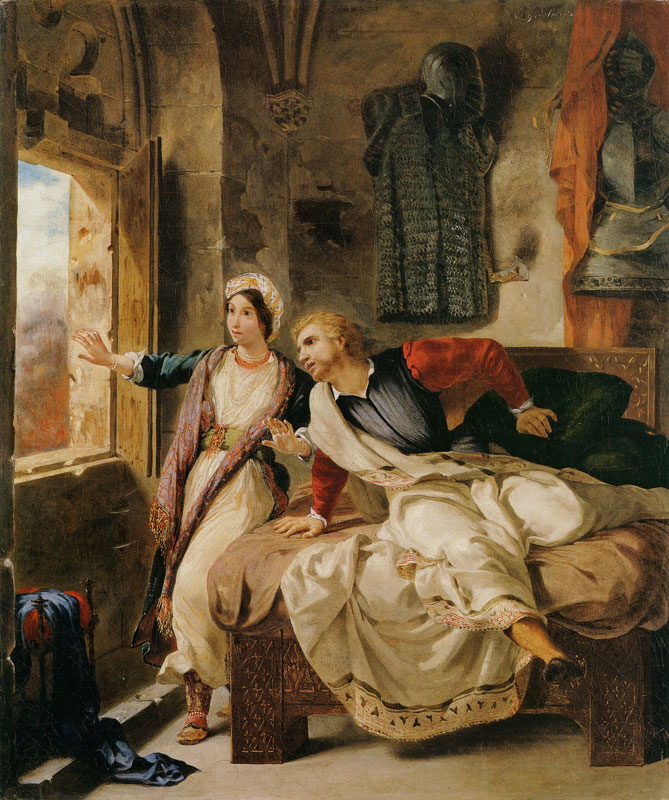
Nàng Rê-bê-ca và chàng hiệp sĩ Ai-van-hô

## Liên kết ngoài

Nhân vật Triệu Tử Long